# 娘TYPE
『娘TYPE』（にゃんタイプ）は、KADOKAWA（角川書店ブランド）のアニメ雑誌。2009年4月30日創刊。奇数月30日発売。2018年1月号（2017年11月30日発売）をもって休刊。

## 概要
美少女キャラクターを中心に据えた編集方針が示されており、内容的には2006年から2008年にかけて『コンプティーク』増刊として発行されていた『コンプH's』と同系統の誌面になる。
『魔法少女リリカルなのはシリーズ』の作品のひとつである漫画作品『ORIGINAL CHRONICLE 魔法少女リリカルなのは The 1st』などが掲載されている。
創刊号と第2号（2009年7月30日発売）との間隔は季刊（3か月）だったが、第2号にて本号以降は隔月刊で発行（発売月30日に発売）することが発表されたうえ、2010年5月号からは月刊誌に移行した。また、創刊号から2011年4月号までは『月刊ニュータイプ』の増刊として発行されていたが、同年5月号をもって『月刊ニュータイプ』から独立した。
しかし、その後は本誌自体の価格上昇に加え、2016年11月号からは隔月刊に戻すなど苦戦が続く。
そして2018年1月号（2017年11月30日発売）をもって休刊した。『娘TYPE』はブランド名として継続し、ムックや増刊での刊行などを検討中であることが同誌公式サイトにて告知された。

## 表紙について
「コンプH's」の表紙は当時角川書店の看板作品だった「涼宮ハルヒ」か「らき☆すた」だけだったが、本誌では角川書店と富士見書房の作品を中心としながらも他社の作品も積極的に取り入れていた。「魔法少女リリカルなのはシリーズ」の比率が高く、休刊までに17回表紙に採用されていた。また、「艦これ」と「ストライクウィッチーズシリーズ」も多く表紙を飾った。
なお、角川系が関与していない作品で最も多く表紙を飾ったのは「けいおん!」シリーズと「魔法少女まどか☆マギカ」で、いずれも休刊時点で3回。ちなみに定期刊行時代で最後に表紙を飾ったのは『ご注文はうさぎですか??』だった。

## 連載されている作品
- ワールドウィッチーズ（作画：ななてる）

## 過去に連載された作品
- ストライクウィッチーズ零1937扶桑海事変（作画：にんげん）
- ストライクウィッチーズ キミとつながる空（作画：京極しん）
- まよマヨ!（作画：栄智ゆう）
- ココロコネクト ON AIR（作画：な!）
- 真剣で私に恋しなさい!! 亜仁女威鉄怒（作画：ヤスイリオスケ）
- 魔法戦記リリカルなのはForce（作画：緋賀ゆかり）
- ストライクウィッチーズ オーロラの魔女（作画：京極しん）
- ORIGINAL CHRONICLE 魔法少女リリカルなのは The 1st（作画：緋賀ゆかり）
- 擬人化であそぼ! おまかせ!SISTERS（作画：牧乃）

## Androidアプリ
2010年9月より、「娘TYPE」のイラストなどを使ったAndroidアプリ「にゃんぴーぷ」「こする!! 娘TYPE写真集」をリリース。のぞき穴からイラストが見られたり、女の子キャラをこすると中からセクシーなイラストがでてきたりと、どちらも「娘TYPE」のコンセプトを引き継いだものとなっている。
- そらのおとしもの イカロス にゃんぴーぷ
- そらのおとしもの ニンフ にゃんぴーぷ
- そらのおとしもの そはら にゃんぴーぷ
- そらのおとしもの 美香子 にゃんぴーぷ
- こする!! 娘TYPE写真集 おまもりひまり.ver